# جاکومو وریونی
جاکومو وریونی (آلبانیایی: Xhakomo Vrioni؛ زادهٔ ۱۵ اکتبر ۱۹۹۸) بازیکن فوتبال اهل ایتالیا است که برای باشگاه فوتبال نیوانگلند رولوشن بازی می‌کند.
وی همچنین در تیم‌های ملی فوتبال زیر ۱۸ سال ایتالیا، زیر ۱۹ سال ایتالیا، زیر ۲۱ سال آلبانی و آلبانی بازی کرده‌است.